# Большой суслик
Большой, или рыжеватый суслик (Spermophilus major) — грызун рода сусликов.

## Внешний вид
Это крупный суслик, по величине уступающий лишь жёлтому. Длина его тела 24—33 см, хвоста 6—10 см; вес перед спячкой достигает 1,4 кг. Тёмная, охристо-коричневая окраска спины заметно отличается от рыжеватых боков. На спине выражена белёсая струйчатостью или рябь, образованная белыми концами остевых волос. Верх головы серебристо-серый. Над глазами и на щеках — чёткие рыжие или коричневые пятна. Брюшко серовато-жёлтое. У молодых сусликов рябь на спине менее выражена. Линька, как и у большинства сусликов, у большого суслика растянута на значительный срок. Зимний мех начинает линять через 3—4 недели после выхода из спячки, а в июле у многих особей начинает отрастать зимний мех. Общий тон окраски тускнеет и бледнеет по направлению к юго-востоку, однако его интенсивность сильно зависит от влажность местообитания.
В кариотипе 36 хромосом.

## Распространение
Большой суслик распространён в равнинных и предгорных степях России и Северного Казахстана. На западе его ареал начинается у Волги. Его северная граница идёт от Волго-Вятского междуречья (56°40’ с. ш.) и Камы, вдоль правого берега р. Агидель, левого берега р. Большой Ик и правого берега р. Сакмара, по предгорьям огибая Уральский хребет. На востоке большой суслик встречается до междуречья Тобола и Ишима; самая восточная точка его распространения — Омск. Южная граница идёт примерно от г. Вольска через междуречье рр. Большой и Малый Узень до рр. Уил и Эмба (48° с. ш.), далее огибает с севера горы Мугоджары и восточной окраиной Тургайского плато выходит к Ишиму.

## Образ жизни и питание
Большой суслик — обитатель равнинных (не выше 400—600 м над у. м.) разнотравных, злаково-разнотравных, ковыльных и полынно-типчаковых степей. За выбор местообитаний его называют «луговым сусликом». На севере по остепнённым участкам достигает лесостепной и южной части лесной зоны; на юге по речным долинам проникает в полупустыни. На север он заходит дальше остальных европейских сусликов. Большой суслик селится на лёгких почвах: чернозёме, каштановых почвах, супесях, пылеватых суглинках. Он заселяет выгоны, многолетние залежные земли, обочины и насыпи дорог, окраины полей и приусадебных участков; реже — задернованные пески, опушки лесных колков. В лесостепи живёт в биотопах, не свойственных другим сусликам, — среди высокотравья и кустарниковых зарослей. Здесь большой суслик даже утратил свою привычку вставать столбиком, чтобы осмотреть окрестности, — высокая трава всё равно мешает обзору.
Для большого суслика характерны разреженные поселения; только на юге ареала, где мало удобных для обитания участков, он селится плотными колониями. На своём участке каждый суслик имеет 8—10 нор двух типов — постоянные (жилые) и временные. Жилые норы — глубиной от 40 до 130 см и длиной от 3—9 (на севере) до 15—20 (на юге ареала) м. Перед выходами из нор нет земляного холма (бутана, сусликовины); выкопанную землю суслик, видимо, равномерно разбрасывает по территории.
Большой суслик отличается от других видов сусликов большей подвижностью. От нор он в поисках корма может отходить на 100—200 м, а с высыханием растительности — переселяться в более кормные места на расстояния 300 м и дальше. Эти суслики хорошо плавают и могут переплывать даже такие широкие реки, как Урал в среднем течении. Активны суслики большую часть дня, иногда без перерыва в полдень.

### Питание
В рационе большого суслика преобладают злаки и цветковое разнотравье. Примесь животных кормов невелика. По весне суслики питаются прикорневыми частями растений и луковицами, затем переходят на цветы и листья. Культурные злаки (овёс, рожь, пшеница, просо) поедаются ими в основном в стадии молочной и восковой спелости. Запасов не делают.

## Жизненный цикл
Продолжительность жизни у суслика в дикой природе от 3–4 лет в не воле до 8 лет. Зимняя спячка у большого суслика длится 6,5—8,5 месяцев. Просыпаются суслики в конце марта — первой половине апреля, когда местами ещё лежит снег. Первыми, как обычно у сусликов, из спячки выходят самцы, затем, с незначительным отрывом, — самки. Через 2—4 дня после пробуждения самок у сусликов начинается брачный сезон. Самки не строят специальных выводковых нор, но перестраивают и усложняют жилые норы. В выводковой норе несколько гнездовых камер (до 3), расположенных на глубине 0,6—1,8 м. После 23—30 дней беременности рождаются 3—16 детёнышей; большой суслик — один из самых плодовитых видов сусликов. В возрасте недели суслята начинают покрываться шерстью, через 2 недели волосяной покров становится полным, открываются глаза, и приблизительно в возрасте месяца молодые зверьки расселяются и начинают самостоятельную жизнь. Половозрелость наступает у них после 2-й зимовки.
Известны природные гибриды большого суслика со всеми видами рода Spermophilus, ареалы которых соприкасаются с его ареалом: с жёлтым, краснощёким, малым и крапчатым сусликами.
На большей части ареала (кроме Казахстана) летней спячки не отмечается. Однако в засушливые годы старые самцы и яловые самки, накопившие достаточно жира, уходят в зимнюю спячку ещё в середине июня. К концу июля — августу впадают в спячку и молодые зверьки. В иные годы массовое залегание в спячку имеет место в августе.
Основными факторами смертности большого суслика, как и у других видов, являются зимнее промерзание почвы, затяжная весна, влияние человека, а также хищники и эпизоотии. Наиболее опасен для сусликов степной хорёк, уничтожающий зверьков не только весной и летом, но и во время спячки. Охотятся на них также лисы, корсаки; молодняк добывают горностай и ласка, а вблизи населённых пунктов — домашние собаки и кошки. Из хищных птиц основными врагами сусликов являются орлы — степной, могильник, курганник и чёрный коршун, а на севере ареала, кроме того, обыкновенный канюк, большой подорлик и ушастая сова. Суслик редко переживает 3-летний возраст.

## Природоохранный статус
В связи с высокой численностью и интенсивностью размножения большой суслик не относится к вымирающим видам. Однако на большей части ареала его численность сокращается из-за антропогенного воздействия: сокращения мест природного обитания за счёт распашки целинных и залежных земель, прямого истребления. В Казахстане большой суслик относится к числу вредителей сельскохозяйственных культур (посевов зерновых). Своей роющей деятельностью может вызывать засолонцевание почв. Зарегистрировано природное носительство им возбудителей чумы и туляремии.